# Młodojewo
Młodojewo – wieś w Polsce położona w województwie wielkopolskim, w powiecie słupeckim, w gminie Słupca.
| SIMC    | Nazwa | Rodzaj    |
| ------- | ----- | --------- |
| 0295053 | Błota | część wsi |

Najwcześniejsze wzmianki o Młodojewie pochodzą z XIV wieku. W 1331 r. wieś została spalona przez Krzyżaków. 
Wieś duchowna Młodujewo, własność biskupstwa poznańskiego, pod koniec XVI wieku leżała w powiecie pyzdrskim województwa kaliskiego. 
W 1846 r. doszło tu do solidarnego wystąpienia ludności wiejskiej przeciwko dworowi w trakcie sporu o ziemię. 
Po wojnie mieściła się we wsi baza maszynowa Spółdzielni Kółek Rolniczych w Słupcy. Do 1954 roku istniała gmina Młodojewo.
W latach 1954–1972 wieś należała i była siedzibą władz gromady Młodojewo. W latach 1975–1998 miejscowość administracyjnie należała do województwa konińskiego.
We wsi znajduje się zabytkowy, drewniany kościół parafialny pw. św. Mikołaja z roku 1780 (z późniejszymi zmianami; nr rej.: 766 z 13.11.1969 r.), jednostka Ochotniczej Straży Pożarnej (rok założenia - 1918 rok), Publiczna Szkoła Podstawowa im. Jana Pawła II z roku 1955.
W pobliżu wsi znajduje się park podworski. 